# Brezovica pri Metliki
Brezovica pri Metliki este o localitate din comuna Metlika, Slovenia, cu o populație de 57 de locuitori.